# Karin Stempel
Karin Dorothea Stempel (* 1952 in Leuna) ist eine deutsche Kunsthistorikerin.

## Leben
Karin Stempel studierte von 1971 bis 1976 Kunstgeschichte, Neuere Deutsche Literatur und Philosophie an den Universitäten von Marburg, Heidelberg und Frankfurt am Main.
Aufgrund einer Arbeit über Die Theorie des Picturesquen bei William Gilpin
wurde ihr ein Forschungsaufenthalt in London gewährt, wo sie sich am Courtauld Institute of Art, dem Warburg Institute und dem Britischen Museum aufhielt. Sie setzte anschließend ihr Studium in Marburg fort und wurde mit dem Thema „Fields of Remembrance–Gardens of Delight – Geschichtsbilder im frühen englischen Landschaftsgarten“ promoviert.
1980 wurde Stempel Kustodin am Landesmuseum  Oldenburg und 1982 Direktorin des Städtischen Museums Mülheim an der Ruhr. Ab 1994 war sie freiberuflich als Kunstkritikerin und Kuratorin tätig, unter anderem als Kommissarin für den deutschen Beitrag zu den Biennalen in São Paulo 1996 und 1998. Mit Götz Adriani entwickelte sie das Kunstkonzept für das ehemalige Reichstagsgebäude in Berlin.
Von 2000 bis 2010 war Karin Stempel Rektorin und Professorin an der Kunsthochschule Kassel. In dieser Eigenschaft war sie Sprecherin der Rektorenkonferenz der deutschen Kunsthochschulen.

## Veröffentlichungen
- Ernst Thoms. Ein Hannoveraner Maler der neuen Sachlichkeit, Verlag Isensee, Oldenburg, 1982
- Augen zu und durch. Gemeinsam mit Evgen Bavčar u. Max Schulz. Städtisches Museum, Mülheim 1989
- Detlef Becherer, Stadt Mülheim – Städtisches Museum, 1989, ISBN 3-98020233-X
- Anna Bella Geiger: Arbeiten von 1975 bis 1995, Galerie Bernd Slutzky, Frankfurt am Main, ISBN 3-9802923-6-3
- Thomas Emde, Kunsthalle Mannheim, 1992, ISBN 3-89165079-5 (mit Jochen Kronjäger)
- Wolf Vostell inter Media. Projektionen zum Thema Fernsehen. In: Wolf Vostell. Retrospektive 92, Edition Braus, Heidelberg, 1992, ISBN 3-925520-44-9.
- Deutscher Beitrag zur 23. Biennale São Paulo 1996, GD Gotha Druck, 1998, ISBN 3-93118256-8
- Kunst im Reichstagsgebäude, Deutschen Bundestag, DuMont Buchverlag, Köln, 2002, ISBN 978-3832155179 (Hrsg. mit Götz Adriani und Andreas Kaernbach)